# دولت‌میرات اورازگولیف
دولت‌میرات اورازگولیف (به انگلیسی: Döwletmyrat Orazgylyjow،  زادهٔ ۲۰ مهٔ ۱۹۹۶) یک کشتی‌گیر آزادکار اهل کشور ترکمنستان است.
از افتخارات وی می‌توان به کسب مدال برنز بازی‌های آسیایی ۲۰۲۲ اشاره کرد.